# مندان
مندان، روستایی از توابع بخش سرفاریاب شهرستان چرام در استان کهگیلویه و بویراحمد ایران است.

## جمعیت
این روستا در دهستان پشته ذیلائی قرار دارد و براساس سرشماری مرکز آمار ایران در سال ۱۳۸۵، جمعیت آن ۷۵۲ نفر (۱۵۸خانوار) بوده‌است.